# 間宮壽石
間宮 壽石（まみや じゅせき、1937年8月22日 - ）は、日本の書道家、篆刻家、印章彫刻技能士である。壽石は師弟制度により多くのはんこ職人を生み出した名門間宮家の号。本記事の間宮壽石は三代目。初代間宮壽石（本名は間宮與一）の孫。初代間宮壽石の娘婿二代目間宮壽石（本名は那須晴市→間宮晴市）の長男。東京都生まれ。本名は晢（あきら）。石井雙石の孫弟子。2007年（平成19年）現代の名工受章。2011年（平成23年）黄綬褒章受章。

## 略歴
- 1964年（昭和39年）、東京オリンピック全国大会（銅メダル受賞）。
- 1971年（昭和46年）、国家試験一級彫刻技能合格。
- 1984年（昭和59年）、第三回全国技能士大会で１位（グランプリ）になり、労働大臣賞受賞。
- 2004年（平成16年）、東京マイスター（都知事賞受賞）。
- 2007年（平成19年）、現代の名工厚生労働大臣賞受章。
- 2011年（平成23年）、黄綬褒章受章。皇居での春の園遊会に招かれる。[1]。